# بيويري سان مارتن
بيويري سان مارتن (بالفرنسية: Beaumerie-Saint-Martin)‏ هي بلدية تقع في إقليم باد كاليه من منطقة نور با دو كاليه في شمال فرنسا. تبلغ مساحة هذه المدينة 9.37 (كم²)، وترتفع عن سطح البحر 850 م، يبلغ عدد سكانها 369 نسمة حسب إحصاء المعهد الوطني للإحصاء والدراسات الاقتصادية سنة 2009 م. وترأس Patrick Herlange البلدية خلال فترة (2001-2008).